# 白石憲正
白石 憲正（しらいし けんせい、1983年3月29日 - ）は、福岡県出身の実業家。個人活動名義は「ばりかた」。インターネットWebサービスを提供する株式会社diffeasy(ディフィージー)の創業者。複数のSaaS型クラウドサービスを立ち上げた。
2021年にふくおかフィナンシャルグループ（以下FFG）にdiffeasyをバイアウトし、また同日にCrossLog（クロスログ）事業のバイアウトも同時実行した。
日本・欧州でそれぞれ1社ずつ（計2社）M&Aに成功し、2023年に3社目のBaricata Ltd.を創業。2024年以降に欧州での上場に挑戦するシリアルアントレプレナー。

## 経歴
福岡市が2012年にスタートアップ都市宣言をしたことをきっかけに、起業を決意し、2015年に株式会社diffeasyを実の兄弟で創業した。10年以上の空手道選手であり、その中で経験してきた大会運営の課題を解決するためスマートフォンで簡単に使える「大会運営 向上心」を開発された。剣道の最大規模の大会である玉竜旗高校剣道大会および柔道の金鷲旗高校柔道大会でも技術採用され全国区の製品へと成長させた。
また選手が、大会に迎えるまでの目標管理をモチベーション高く効率的に実施できないかと考えた。その過程で、花巻東高等学校時代に大谷翔平選手が目標達成シートとして利用していたマンダラートに着目し、その生みの親である今泉浩晃氏との共同プロジェクトにてWebクラウドサービス「目標達成マンダラート」をリリースした。
2019年に経済産業省の外郭団体である中小機構が全国の経営者から優秀な80名を選出する中小企業応援士に最年少(当時)で認定を受ける。
2020年には在宅医療スケジュール管理ソフト「CrossLog（クロスログ）」をリリース。在宅医療サービス提供する、クリニック・歯医者・薬局・看護にてスケジュール作成に共通課題を抱えているということを痛感。医療従事者と二人三脚で開発を進め販売を開始。現場の声が行き届いたシステムとして成長し全国に規模を拡大している。
2021年 FFG/iBankマーケティングへの全株式譲渡によるバイアウトを実行。また同日にクロスログ株式会社にCrossLog（クロスログ）事業の売却も同時実行。福岡市がスタートアップ都市宣言後、初のM&AによるEXIT実績となった。
2024年 スポーツブックを作った日本人として、サッカー専門のブックメーカー情報サイト「ブクサカ」にて「スポーツブックメーカーを作った日本人を知ってるか？とある日本人起業家のストーリー」として紹介された。

### 略歴
- 2001年 田川高等学校卒業。
- 2005年 熊本大学工学部卒業。
- 2007年 早稲田大学大学院理工学研究科情報生産システム工学専攻修士課程修了後、日本アイ・ビー・エム入社。
- 2015年 福岡市本社の株式会社diffeasy設立。
- 2016年 グロービス経営大学院卒業[9]。日本初のスマートフォンを活用したスポーツ大会運営システム「大会運営 向上心」を全国展開。
- 2017年 目標達成シートとしてマンダラートを今泉浩晃氏との共同プロジェクトにてWebクラウドサービス「目標達成マンダラート」をリリース。
- 2020年 在宅医療スケジュール管理ソフト「CrossLog（クロスログ）」をリリース。
- 2021年 FFG/iBankマーケティングへの全株式譲渡によるバイアウトを実行。また同日にクロスログ株式会社にCrossLog（クロスログ）事業の売却も同時実行。
  - 4月20日 高島宗一郎市長、浮城氏(東証マザーズ上場：(株)ベガコーポレーション)とともに「スタートアップのEXITを語る[10][11]」に登壇。
  - 同一日に、みんなの銀行永吉副頭取、荒井氏(東証一部上場：株式会社ストライク)と「買い手・売り手のM&Aリアルケース・成長戦略[12][13]」に登壇。
  - 5月1日 ラジオ番組に出演[14]。趣味の筋トレについて熱く語っている。
- 2022年 アイルランドで創業した2社目の会社、Augustaをスウェーデン上場企業のLeoVegasに売却
  - 2月1日から日本支社長としてLeoVegasに参画
- 2023年 LeoVegasとの契約満了
  - 2月7日にキプロス共和国にてゲーム会社Baricata Ltd.を創業。ヨーロッパでの上場を目指す。

## 人物
趣味は筋トレ、英会話。
筋トレについてラジオ番組に出演したことがある。
現在はマルタにてヨーロッパでの上場に挑戦中。現役・大手カジノ会社でアジアの統括責任者として働いている傍ら、「ばりかた@オンラインカジノ大学」にて最新カジノビジネス情報を発信中。